# Hank Williams III
Shelton Hank Williams III, noto anche come Hank III o più semplicemente III (Nashville, 12 dicembre 1972), è un cantautore, bassista e chitarrista statunitense.
Egli è figlio e nipote rispettivamente di Hank Williams Jr. e Hank Williams Sr, entrambi leggende del country; il suo stile fonde cowpunk, country tradizionale e honky tonk.

## Carriera

### Inizi
Williams ha cominciato la sua carriera suonando la batteria in varie band punk rock durante la fine degli anni '80. 
Williams in seguito suonò il basso nel gruppo heavy metal Superjoint Ritual, guidato dall'ex cantante dei Pantera Phil Anselmo. Williams suona anche la batteria per gli Arson Anthem.

### Carriera solista
Inizialmente, Williams ha lucrato sul suo cognome e sulla somiglianza con suo nonno per poter ottenere attenzioni da parte di qualche etichetta discografica.
Hank Jr. e Hank III, dopo il successo dell'album Three Hanks, hanno ricevuto la nomination per il Best Vocal Duo of the Year dall'Academy of Country Music nel 1997.
Il primo album da solista di Williams, Risin' Outlaw, è stato pubblicato nel settembre 1999 con vendite discrete e recensioni buone. Nel 2003, Williams ha registrato This Ain't Country per Curb, che ha scelto di non pubblicarlo. Il 17 maggio 2011, Curb ha pubblicato l'album con il titolo Hillbilly Joker.  Nel 2006, dopo aver risolto una controversia contrattuale con la Curb Records, Williams pubblicò Straight to Hell.
Tra il 2012 e il 2017, La Curb Records avrebbe pubblicato una serie di compilation non autorizzate della musica di Williams. Dal 2011 al 2014 Williams ha rilasciato i suoi album in maniera indipendente.

## Stile musicale
La musica di Williams è una miscela di musica country tradizionale, rockabilly e punk rock. I temi lirici di Williams includono l'uso di droghe, l'edonismo e la vita fuorilegge, così come le critiche all'industria della musica country mainstream.

## Discografia

### Album
- 1996 - Three Hanks: Men With Broken Hearts
- 1999 - Risin' Outlaw
- 2002 - Lovesick, Broke and Driftin'
- 2006 - Straight to Hell
- 2008 - Damn Right, Rebel Proud
- 2010 - Rebel within
- 2011 - Ghost to a Ghost/Gutter Town
- 2013 - Brothers of the 4×4

### Singoli
- 2000 - You're the Reason
- 2001 - I Don't Know
- 2002 - Mississippi Mud
- 2002 - Cecil Brown
- 2006 - Low Down
- 2008 - Six Pack of Beer